# شهرک ستاره‌پیما

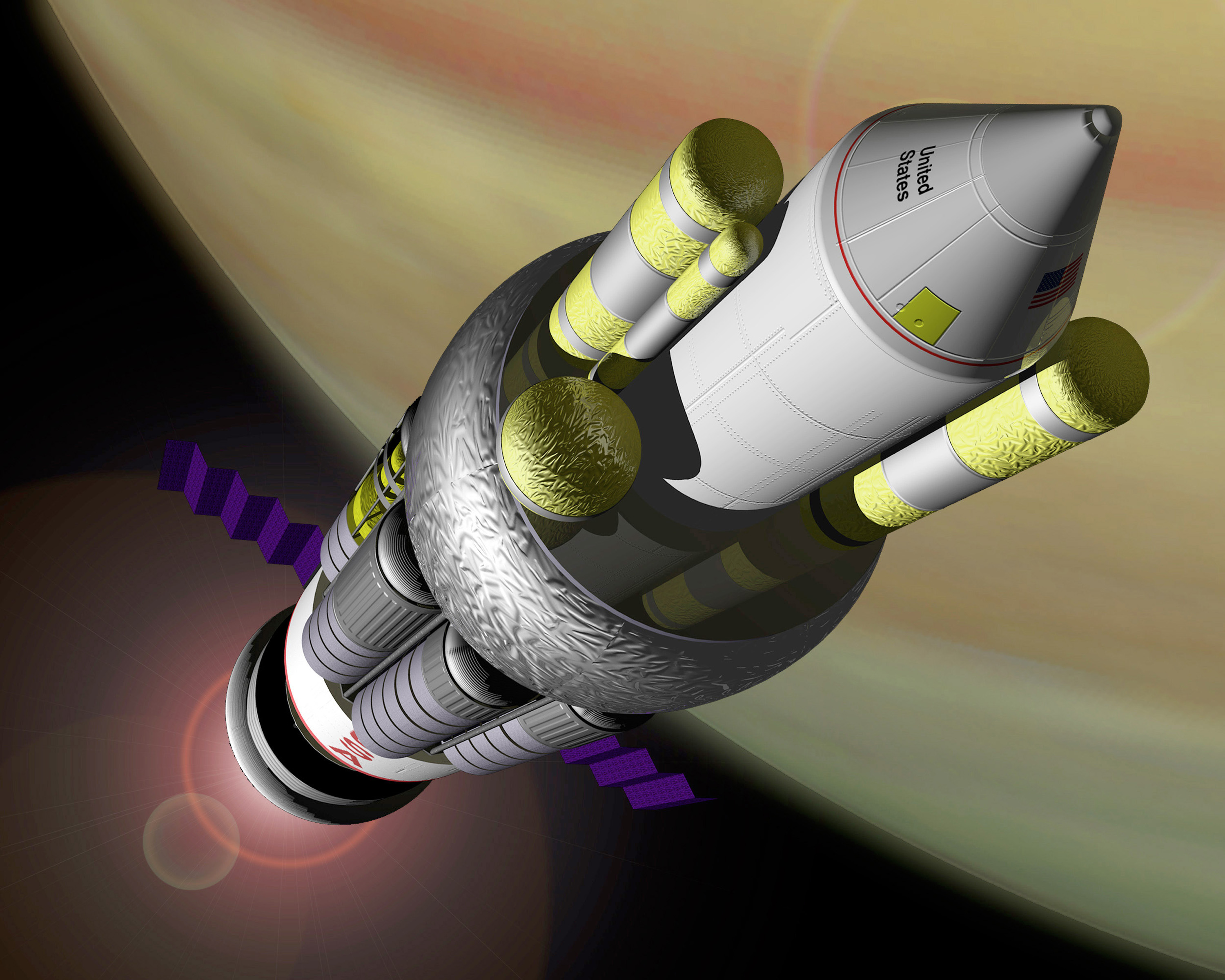
یکی از فضاپیماهای متصورشده با پیش‌رانش اریون.

شهرک ستاره‌پیما (به انگلیسی: interstellar ark) نوعی فضاپیمای طراحی‌شده است به باور برخی پژوهندگان می‌تواند در آینده‌های دور برای سفرهای میان‌ستاره‌ای استفاده شود. این فضاپیماها به صورت شهرک‌هایی طراحی می‌شوند که بتوانند همه تسهیلات و انواع گیاهان و جانوران را همراه خود به مقصدهای بسیار دور برده و در صورت رسیدن به مقصد، کوچ‌نشینی جدید برای انسان‌ها را در سیاره‌های دیگر برپا کنند. ساخت چنین ستاره‌پیماهایی را اقتصادی‌ترین روش برای مسافرت‌های بسیار دور فضایی دانسته‌اند.
ارسال شهرک‌های ستاره‌پیما به فضا را هم‌چنین به عنوان راهی برای حفظ تمدن و دانش انسانی در صورت وقوع فاجعه بر روی زمین دانسته‌اند.
از آنجا که فاصله حتی نزدیک‌ترین ستاره به زمین یعنی پروکسیما قنطورس به قدری دور است که با فناوری‌های قابل تصور امروزی یک نسل از مسافران نمی‌توانند به آن برسند شهرک‌های ستاره‌پیما را معمولاً به صورت فضاپیماهای چندنسله طراحی می‌کنند. برای پیش‌رانش چنین ستاره‌پیماهایی طرحی به نام پروژه اریون در دست مطالعه بوده‌است.